# Branch Cove
De Branch Cove is een inham van het eiland Newfoundland in de Canadese provincie Newfoundland en Labrador. Het is een kleine zijbaai van de St. Mary's Bay, die zelf een grote baai van Newfoundlands zuidoostelijke schiereiland Avalon is.
De inham bevindt zich aan de zuidwestelijke zijde van de St. Mary's Bay en wordt gerekend tot de kustregio Cape Shore. Hij is ongeveer 2,5 km breed en gaat zo'n anderhalve kilometer ver het binnenland in.
Het zuidelijke uiteinde van het baaitje wordt gevormd door Branch Head, een grote, rotsachtige uitham met hoge kliffen. De rest van de oevers is vlakker en huisvest de bebouwing van het dorp Branch. Dat dorp ligt voorts aan weerszijden van de Branch River, die centraal in de Branch Cove uitmondt. De vissershaven van Branch is gebouwd aan de monding van die rivier en is goed afgeschermd door twee grote golfbrekers.
Drie kleine insnijdingen van de kust van de Branch Cove hebben een eigen benaming, met name de Green Gulch, de Wester Cove en de Easter Cove. Een groot deel van de kustlijn bestaat uit gesteente dat rijk is aan fossielen uit het Cambrium en geniet daarom onder de noemer Branch Cove Fossiliferous Rocks erkenning als een gemeentelijke erfgoedsite.

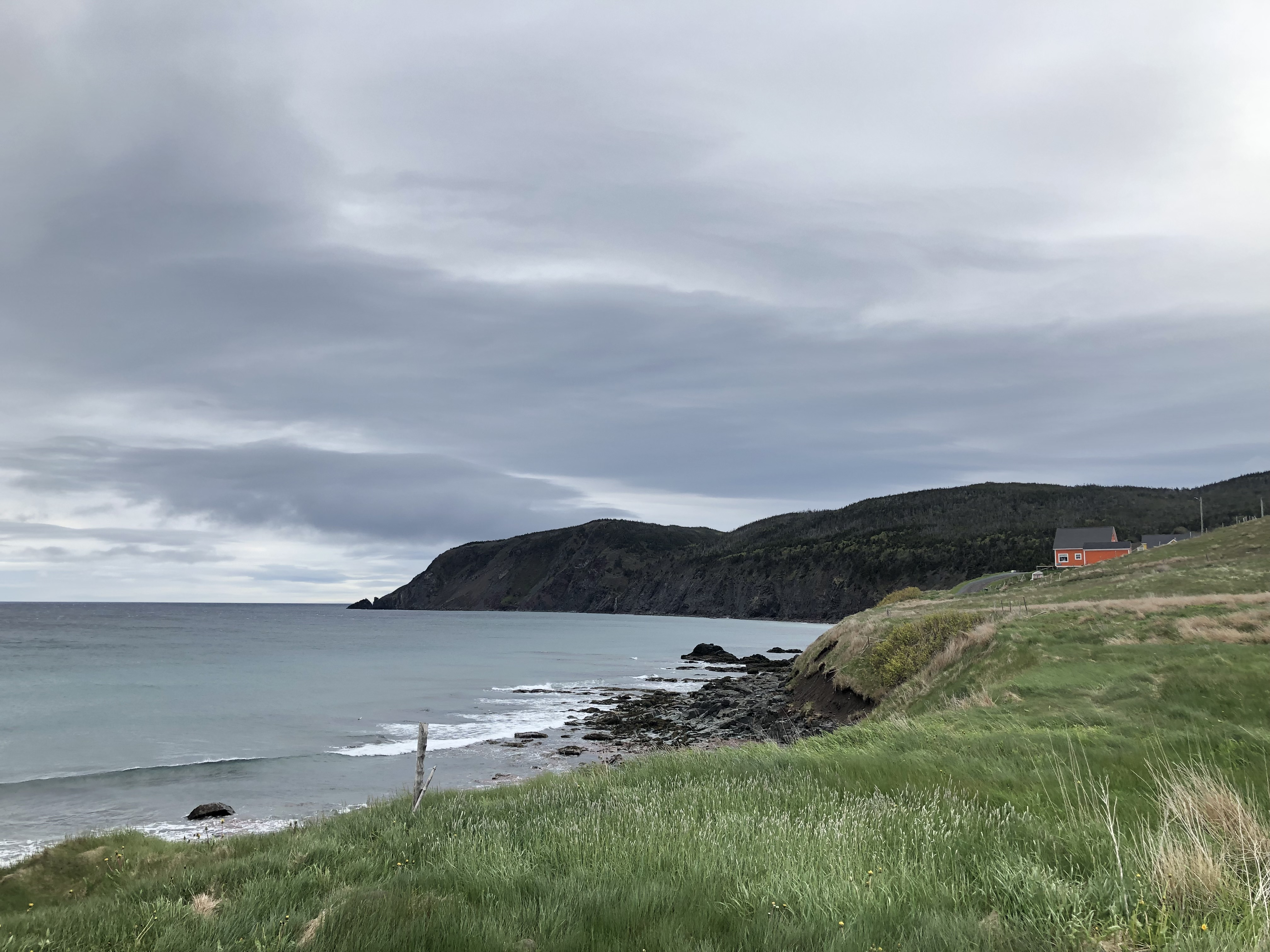
Branch Cove en Branch Head
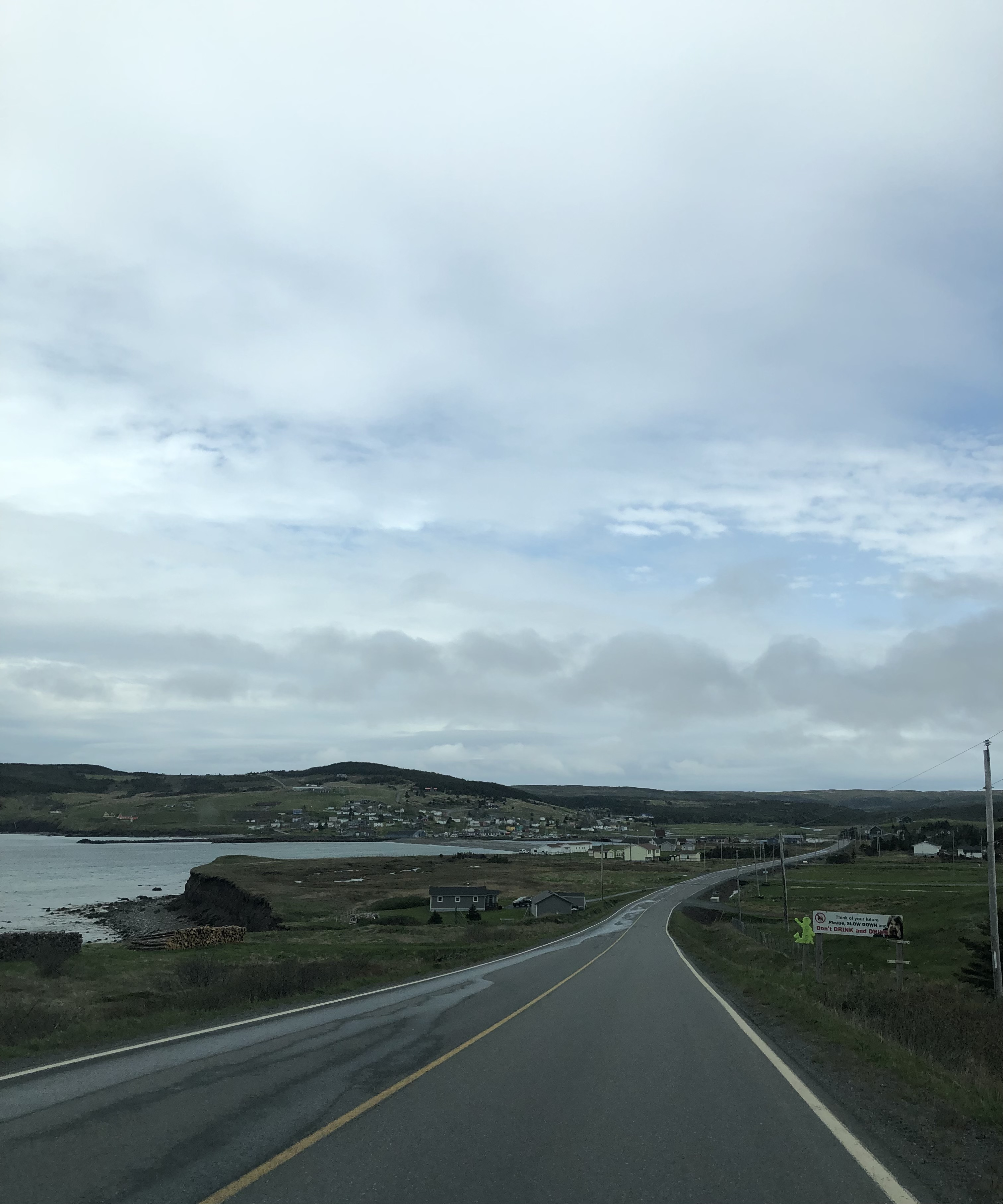
Voorste deel van de inham bij het binnenrijden van Branch van uit het noorden